# Maxfield Parrish
Maxfield Parrish (Filadelfia, 25 luglio 1870 – Plainfield, 30 marzo 1966) è stato un pittore e illustratore statunitense.
Le sue opere, raffiguranti soggetti neoclassici idealizzati e dipinti con colori vivaci, segnarono in maniera indelebile l'espressione pubblicitaria statunitense e sono oggi raccolte in importanti collezioni d'arte. Durante la sua carriera, Parrish produsse quasi 900 opere d'arte tra cui calendari, biglietti di auguri, copertine di riviste, dipinti a olio e murali.

## Biografia

### La gioventù

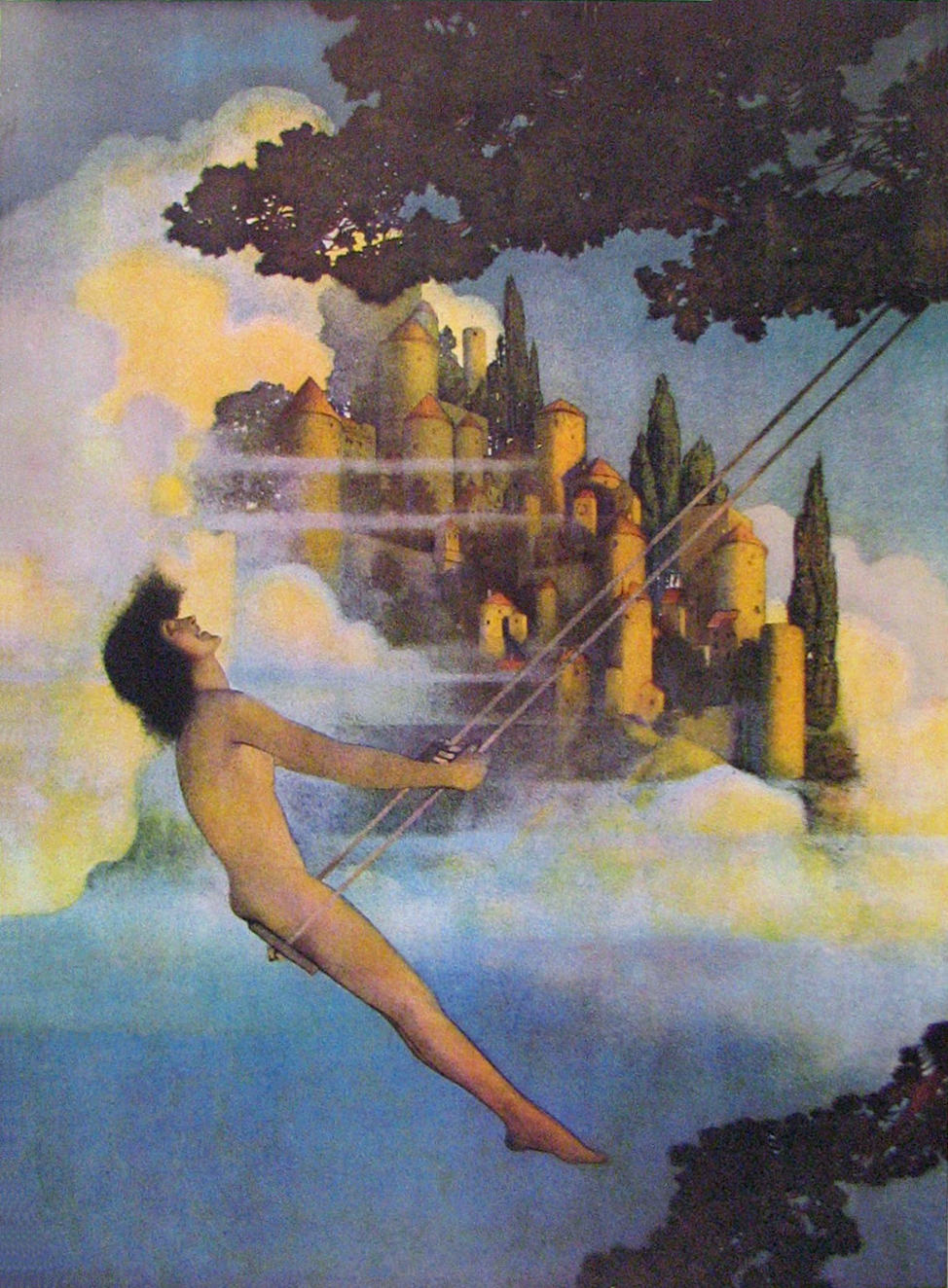
Dinky Bird (1904)

Maxfield Parrish nacque a Filadelfia (Pennsylvania) nel 1870. I suoi genitori erano Elizabeth Bancroft e il pittore e incisore Stephen Parrish. Inizialmente il suo nome era Frederick Parrish, ma in seguito adottò Maxfield (il cognome da nubile della nonna paterna) che funse dapprima come secondo nome e, in seguito, come nome professionale.
Da bambino, Parrish crebbe in una comunità quacchera e fu incoraggiato dai suoi genitori a coltivare il suo talento precoce nel disegno. Viaggiò anche in Inghilterra, Italia e Francia (1884-1886) dove scoprì le opere d'arte degli antichi maestri e studiò in una scuola parigina dal dottor Kornemann.
A partire dal 1888, frequentò la Haverford School e studiò architettura all'Haverford College. Dal 1892 al 1895, proseguì i suoi studi d'arte alla Pennsylvania Academy of the Fine Arts dove ebbe fra i suoi insegnanti Robert Vonnoh e Thomas Pollock Anshutz. Dopo essersi diplomato, Parrish andò ad Annisquam (Massachusetts) dove condivideva l'atelier con il padre. Un anno dopo, incoraggiato dal padre, frequentò il Drexel Institute of Art, Science & Industry.

### Carriera

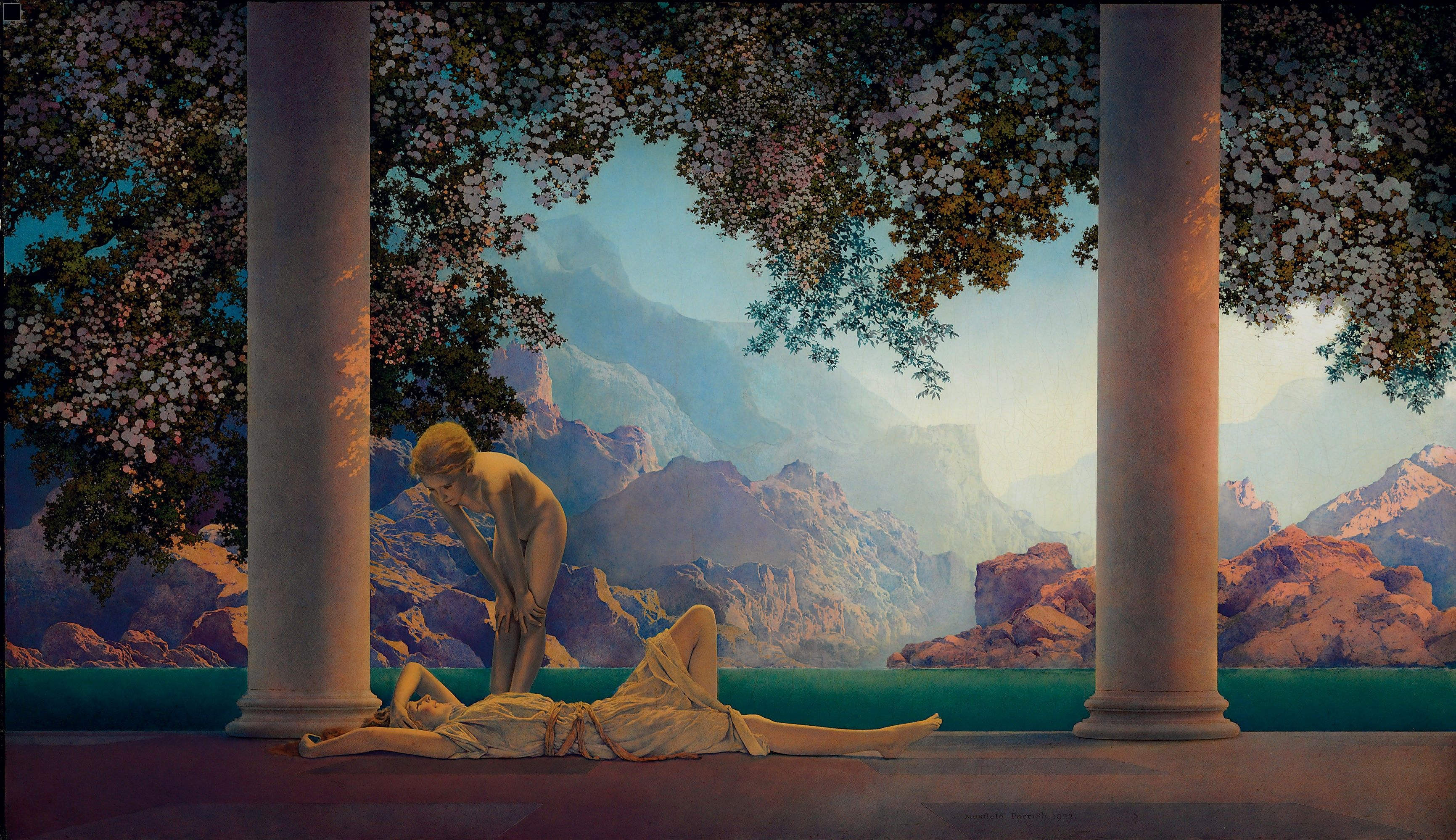
Daybreak (1922)

La carriera artistica di Parrish ebbe inizio durante la seconda metà dell'Ottocento e fu destinata a durare oltre mezzo secolo. Le sue prime opere erano quasi sempre in bianco e nero. Le sue illustrazioni apparvero inizialmente in varie riviste fra cui l'edizione pasquale di Harper's Bazaar del 1885 e in altri fascicoli di Scribner's Magazine. Nel 1897 illustrò il libro per bambini Mother Goose in Prose di L. Frank Baum. Durante i primissimi anni del Novecento, Parrish divenne membro della Society of American Artists e, nel 1903, viaggiò nuovamente in Italia.
Parrish ricevette molte altre commissioni fino agli anni venti, illustrando ad esempio Poems of Childhood (1904) di Eugene Field e un'edizione di Le mille e una notte (1909). Nello stesso periodo, l'artista illustrò immagini per note riviste come Hearst's, Life e Collier e lavorò per varie aziende fra cui Wanamaker, Edison-Mazda Lamps, Colgate, Oneida Cutlery e D.M. Ferry Seed Company. Parrish divenne uno dei principali illustratori americani del periodo e fu stimato che riuscisse a guadagnare oltre 100.000 dollari all'anno (all'epoca una casa poteva essere acquistata spendendo 2000 dollari).
Nel 1910, l'artista ricevette l'incarico di dipingere 18 pannelli per la sala da pranzo femminile del Curtis Publishing Company Building di Filadelfia. Tale monumentale progetto fu terminato dopo sedici anni di lavoro. Intanto, nel 1914, il proprietario del Curtis Building commissionò all'artista anche un imponente murale nella hall dell'edificio che prese il nome di Dream Garden.
A partire dagli anni venti, Parrish si allontanò dall'arte commerciale per focalizzarsi sulla pittura di nudi collocati in ambientazioni fantastiche come conferma ad esempio Daybreak, considerata la sua opera d'arte più celebre. A partire dagli anni trenta, l'artista decise di focalizzarsi esclusivamente sulla pittura di paesaggi e decise, come dichiarò all'Associated Press nel 1931 di non voler più "dipingere ragazze sulle rocce".
Parrish proseguì la sua attività di pittore fino all'età di novantuno anni, quando iniziò a soffrire di artrite. Morì il 30 marzo 1966 a Plainfield, nel New Hampshire, all'età di 95 anni.